# 1610 en philosophie
Chronologie de la philosophie
- 1606
- 1607
- 1608
- 1609
- 1610
- 1611
- 1612
- 1613
- 1614

L’année 1610 a été marquée, en philosophie, par les événements suivants :

## Publications
- Giambattista della Porta, De aeris transmutationaibus, 1610

- Scipion Dupleix :  
  - L’Éthique ou philosophie morale, Paris, 1610.
  - La Troisiesme partie de la Métaphysique ou science surnaturelle, qui est des anges et daemons Paris, 1610.
  - La Quatrième partie de la Métaphysique, ou science surnaturelle, qui est de la Divinité, Paris, 1610.

- Marie de Gournay : Adieu de l'Ame du Roy de France et de Navarre Henry le Grand, avec la Défense des Pères Jésuites

## Naissances
- Dom Robert Desgabets était un professeur de philosophie cartésienne à Saint-Maur (en Lorraine), né à Ancemont en 1610 et mort en 1678 au prieuré de Breuil à Commercy.

- Samuel Joseph Sorbière, né en 1610 ou 1615 à Saint-Ambroix et mort le 9 avril 1670 à Paris, est un médecin, traducteur, philosophe et vulgarisateur scientifique, proche des libertins érudits du milieu du XVIIe siècle, et surtout connu pour sa promotion des œuvres de Hobbes et Gassendi.

- 24 septembre à Yuyao, dans la province du Zhejiang : Huang Zongxi (chinois traditionnel : 黃宗羲; chinois simplifié : 黃宗羲; pinyin : Huáng Zōngxī, prénom social Taichong (太冲), (mort le 12 août 1695 (à 84 ans)) est un théoricien politique chinois, philosophe et soldat pendant la fin de la dynastie Ming et le début de la dynastie Qing.

- Charles Joseph Tricassin, capucin français, théologien (mort en 1681).

## Décès
- Nicolò Vito di Gozze, en latin Nicolaus Vitus Gozius, en croate Nicolas Gučetić ou Vitov Nikola Gučetić, né en 1549 et mort en 1610 à Raguse, est un homme politique de Raguse. Philosophe et écrivain de langue italienne et latine, il fut l'un des premiers scientifiques à s'intéresser à la spéléologie. Son œuvre et conservée dans les archives du Vatican, et à Pesaro.